# Mehmet Batdal
Mehmet Batdal (İzmir, 24 februari 1986) is een voormalige Turkse profvoetballer.